# Rafael Danieli
Rafael Danieli – izraelski kierowca wyścigowy.

## Kariera
Danieli rozpoczął karierę w wyścigach samochodowych w 2011 roku od startów w Północnoeuropejskim Pucharze Formuły Renault 2.0. W ciągu dwudziestu wyścigów uzbierał łącznie 86 punktów. Dały mu one 20 miejsce w klasyfikacji generalnej. W tym samym roku wystartował również gościnnie w Europejskim Pucharze Formuły Renault 2.0 podczas rundy na torze Circuit de Spa-Francorchamps. W 2012 roku kontynuował starty w Północnoeuropejskim Pucharze Formuły Renault 2.0. Tym razem jednak wystartował tylko w trzech wyścigach. Z dorobkiem 5 punktów ukończył sezon na 46 miejscu w klasyfikacji kierowców.

## Statystyki
| Sezon | Seria                                         | Zespół        | Wyścigi | Zwycięstwa | PP | NO | Podium | Punkty | Pozycja |
| ----- | --------------------------------------------- | ------------- | ------- | ---------- | -- | -- | ------ | ------ | ------- |
| 2011  | Północnoeuropejski Puchar Formuły Renault 2.0 | Speedlover    | 20      | 0          | 0  | 0  | 0      | 86     | 20      |
| 2011  | Europejski Puchar Formuły Renault 2.0         | Speedlover    | 2       | 0          | 0  | 0  | 0      | 0      | NS†     |
| 2012  | Północnoeuropejski Puchar Formuły Renault 2.0 | Daltec Racing | 3       | 0          | 0  | 0  | 0      | 5      | 46      |

† – Danieli nie był zaliczany do klasyfikacji.